# Два года над пропастью
«Два года над пропастью» — советский военный фильм режиссёра Тимофея Левчука, снятый в 1966 году по одноимённой повести Виктора Дроздова и Александра Евсеева.

## Сюжет
При освобождении Киева среди документов, обнаруженных в гестапо, найдена тетрадь с записками Ивана Кудри. Перед сдачей города врагу он по распоряжению НКВД под фамилией Кондратюк был оставлен для выполнения ответственных заданий. 
Лишившись рации при взрыве Дома Гинзбурга, Иван вынужден искать способы связаться с Центром. А заодно искал и находил единомышленников, от бывшего петлюровца, разочаровавшегося в «новом порядке» до идейной коммунистки, примадонны киевской оперы Раисы Окипной.
После ряда успешных диверсий Кудря-Кондратюк вступает в поединок с руководителем немецкой разведки полковником Миллером. Окипной удаётся выведать информацию о направлении нового немецкого наступления и о строящемся секретном объекте — ставке Гитлера под Винницей. Эти важные сведения передала в Москву связная Марийка Груздова. Однако, в результате предательства основная часть группы попадает в гестапо и погибает.
Фильм и повесть основаны на реальных событиях.

## В ролях
- Анатолий Барчук — Иван Кудря
- Нина Веселовская — Раиса Окипная, прима Киевского оперного театра
- Сильвия Сергейчикова — Мария Груздова
- Екатерина Крупенникова — Евгения Бремер, подруга Раисы Окипной
- Юрий Сатаров — Жорж Дудкин
- Николай Крюков — Симонов / Соболев
- Николай Бармин — генерал Савченко
- Виктор Чекмарёв — Тарас Семёнович
- Николай Гриценко — Миллер
- Людмила Хитяева — Анна Пиман
- Ирина Бунина — Нанетта (Наталья Грюнвальд), особо секретный агент СД
- Михаил Сидоркин — Лантух
- Гурген Тонунц — венгерский полковник
- Харий Лиепиньш — начальник гестапо
- Владимир Рудин — Срамотко
- Светлана Кондратова — Валя
- Людмила Сосюра — Серафима Блащук

## Съёмочная группа
- Авторы сценария: Виктор Дроздов, Александр Евсеев, Леонид Трауберг
- Режиссёр-постановщик: Тимофей Левчук
- Оператор-постановщик: Владимир Войтенко
- Художники: Вульф (Владимир) Агранов
- Композитор: Герман Жуковский

## Съёмки фильма
Фильм снимали в Киеве и Калининграде.
В ряде сцен были применены комбинированные съёмки и панорамы обоих городов были помещены в один кадр.
Основными местами съёмки фильма "Два года над пропастью" в Калининграде выступили 5 локаций:
- Руины Королевского замка и флигель Унфрида (Центральная площадь Калининграда)
- Руины зернохранилища Кенигсберга на Правой набережной, 21
- Улица Пролетарская и остатки руин Дома Правительства Восточной Пруссии
- Здание Военного комиссариата Калининграда на ул. Тюленина
- Здание Калининградского областного драматического театра